# Seznam turkických dynastií a zemí
Zde je neúplný seznam historických dynastií, které byly v určitém čase turkické, nebo země, jejichž vládcové byly turkičtí mluvčí a současné země s významnými turkickými populacemi nebo s úředním turkickým jazykem. Turkické národy vytvořily nejméně 116 států, kaganátů, bejliků, říší, kočovních říší, sultanátů v historii až do současnosti.

## Aktuální státy

### Nezávislé státy

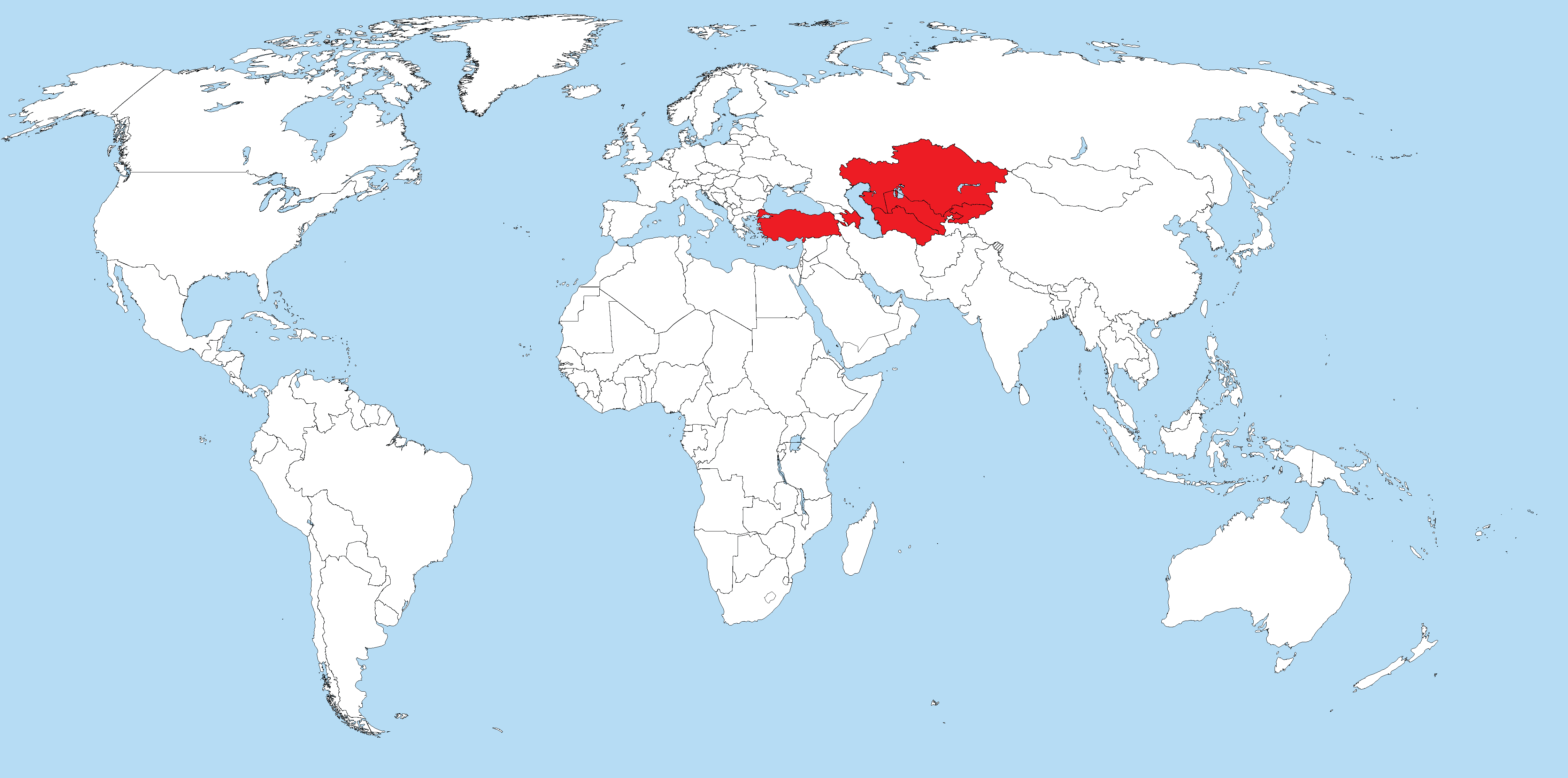
Mapa současných uznávaných nezávislých Turkických zemí

- Ázerbájdžán (1991) – 91.6% Azerové, 0.29% Tataři.[zdroj?]
- Kazachstán (1991) – 63.1% Kazaši, 2.9% Uzbekové, 1.4% Ujgurové, 1.3% Tataři, 0.6% Turci, 0.5% Azerové, 0.1% Kyrgyzové.[zdroj?]
- Kyrgyzstán (1991) – 70.9% Kyrgyzové, 14.3% Uzbekové, 0.9% Ujgurové, 0.7% Turci, 0.6% Kazaši, 0.6% Tataři, 0.3% Azerové.[zdroj?]
- Turecko (1923) – 70–75% Turci,[2] 1.14% Azerové.[3]
- Turkmenistán (1995) – 76.7% Turkmeni, 9.2% Uzbekové, 2.0% Kazaši, 0.8% Tataři.[zdroj?]
- Uzbekistán (1989) – 71.4% Uzbekové, 4.1% Kazaši, 2.1% Karakalpakové, 2.4% Tataři, 1% Krymští Tataři, 0.8% Kyrgyzové, 0.6% Turkmeni, 0.5% Turci, 0.2% Azerové, 0.2% Ujgurové, 0.2% Baškirové, Meschetští Turci či Ahıska Turci[zdroj?]

### De facto stát
Tato republika je uznána pouze Tureckem.
- Severokyperská turecká republika (1983) – 67.54 % Turečtí Kyprioti, 32.45 % Turci

### Federální subjekty Ruska
- Turkická většina
  -  Baškortostán (2010) – 29.5 % Baškirové, 25.4 % Tataři, 2.7 % Čuvaši
  -  Čuvašsko (2010) – 67.7 % Čuvaši, 2.8 % Tataři
  -  Tatarstán (2010) – 53.2 % Tataři, 3.1 % Čuvaši
  -  Tuva (2010) – 82 % Tuvinci, 0.4 % Chakasové
  -  Sacha či Jakutsko (2010) – 49.9 % Sachové či Jakuti, 0.2 % Dolgani, 0.9 % Tataři

- Turkická titulární národnost, ale menšina
  -  Altajská republika (Gorno-Altajsk) (2010) – 34.5 % Altajové, 6.2 % Kazaši
  -  Karačajsko-Čerkesko (Čerkesk) (2010) – 41.0 % Karačajové, –  3.3 % Nogajové
  -  Chakasie (Abakan) (2010) – 12.1 % Chakasové
  -  Kabardsko-Balkarsko (Nalčik) (2010) – 11.5 % Balkaři
  -  Dagestán (Machačkala) (2002) –  14.2 % Kumukové, 4.3 % Azerové, –  1.5% Nogajové
  -  Tajmyrský autonomní okruh či Tajmyrský rajón (Dudinka, později Krasnojarsk) (2002) – 13.9 % Dolgani

### Subjekt Mongolska
- Turkická většina
  -  Bajan-Ölgij provincie — 88.7% Kazaši.[4]

### Subjekty Íránu
- Turkická většina
  - Ardabíl – Azerové
  - Fárs – Kaškajové (1997-celkový počet-1.500.000)
  - Golestán – Turkmeni
- Turkická titulární národnost v menšině
  - Západní Ázerbájdžán – Afšarové, Karapapachové, Kara-Tataři (7.780)[5]
  - Gílán – Azerové
  - Mázandarán – Kadžarové
  - Golestán – Chorásánští Turci (33.000), Karagözlüové, Tímúrtašové
  - Severní Chorásán – Chorásánští Turci (830.000), Turkmeni, Kara-Tataři, Karapapachové, Goudanové (165.000)
  - Razaví Chorásán – Chorásánští Turci (137.000), Turkmeni, Goudanové, Kara-Tataři, Bajati (150.000)
  - Jižní Chorásán – Afšarové
  - Sístán a Balúčistán – Afšarové
  - Hormozgán – Kara-Tataři
  - Kermán – Pišagči Turci (65.000), Afšarové, Baharluové, Karagözlüové, Kara-Tataři
  - Fárs – Ajnalluové, Nafarové, Baharluové, Kara-Tataři
  - Čahármahál a Bachtijárí – Kaškajové
  - Markazí – Chaladžové
  - Jazd – Kara-Tataři

### Subjekty Gruzínska
- Turkická titulární národnost v menšině
  -  Samcche-Džavachetie kraj – Meschetští Turci či Ahıska Turci, Urumové

### Subjekt Afghánistánu
- Turkická titulární národnost v menšině
  - Hilmand provincie – Chaladžové

### Subjekt Iráku
- Turkická titulární národnost v menšině
  -  – Iráčtí Turkmeni

### Subjekt Číny
- Turkická titulární národnost v menšině
  -  Chej-lung-ťiang → : Čchi-čchi-cha-er prefektura → : Fujüský kraj – Fujüští Gïrgïzové

### Autonomní regiony
- Nachičevan v Ázerbájdžáně – 99 % Azerové
- Karakalpakstán v Uzbekistáně – 36 % Uzbekové, 32 % Karakalpakové, 25 % Kazaši
- Krym na Ukrajině – 12 % Krymští Tataři.[6]
- Gagauzie v Moldavsku (2004) – 82.1 % Gagauzové.[zdroj?]
- Sin-ťiang v Číně (2000) – 45.21 % Ujgurové, 6.74 % Kazaši, 0.86 % Kyrgyzové, 0.066 % Uzbekové, 0.024 % Tataři.
  - Sin-ťiang v Číně → : Kazašská autonomní prefektura Ili (Jili) – 25,4 % Kazaši
  - Kan-su v Číně → : Čang-jie prefektura-městské úrovně → : Sunan Juguřský autonomní kraj — Žlutý Ujgurové či Jugurové
  - Kan-su v Číně → : Lin-sia Chuej autonomní prefektura → : Ťi-š'šan Po-nan, Tung-siang a Salařský autonomní kraj v (1990) – 85.31 % Salarové.[7]
  - Čching-chaj v Číně → : Chaj-tung prefektura → : Sün-chua Salařský autonomní kraj v (2000) – 61.14 % Salarové.
  - Čching-chaj v Číně → : Chua-long Chuej autonomní kraj, – 5,19 % Salarové

## Historické konfederace turkických kmenů a dynastii
| Antická doba Starého Orientu – starověk | Antická doba Starého Orientu – starověk                  | Antická doba Starého Orientu – starověk | Antická doba Starého Orientu – starověk | Antická doba Starého Orientu – starověk |
| Světadíl                                | Název útvaru                                             | Vznik                                   | Zánik                                   | Poznámky |
| --------------------------------------- | -------------------------------------------------------- | --------------------------------------- | --------------------------------------- | --- |
| Asie                                    | Ting-lingská kočovní říše (čínsky 丁零)                  | – př. n. l.                             | 220 př. n. l.                           | byl starověký sibiřský lid. Jejích část přetrvala do období Tie-lejské asimilace |
| Asie                                    | Siung-nuská kočovní říše (čínsky 匈奴)                   | 220 př. n. l.                           | 216                                     | starověký kočovní lid původně žijící na sever od Ordoských krajů. 1. Altınobská horda (na přelomu 1. století) nacházela se v stepi severně od Černého moře. Ve svých spisech se Tacitus zmiňuje, prý její území dosahovalo obrysů Kaspického moře. |
| Asie                                    | Sia-ťias'ská kočovní říše (čínsky 黠戛斯)                | 201 př. n. l.                           | 550                                     | říše kterou založil starověký sibiřský lid Raných Kyrgyzů z Ting-lingů, či předkové Jenisejštích Kyrgyzů žijící v Tuvanské kotlině |
| Asie                                    | Wu-sunská kočovní říše (čínsky 烏孫)                     | 160 př. n. l.                           | 436                                     | Wu-sunové pobývali kolem řeky Ili a jezerem Issyk Kul |
| Asie                                    | Kchang-ťüské království (čínsky 康国)                    | 128 př. n. l.                           | 3. století                              | Kangťüové obývali území mezi Kaspickým a Aralským mořem |
| Asie                                    | Chuej-movské království (čínsky 基馬克)                  | 100 př. n. l.                           | 3. století                              | které založili předkové Kimäků |
| Asie                                    | Sien-pejská kočovní konfederace (čínsky 鮮卑克)          | 93                                      | 234                                     | obývali severní Mandžusko a východní Mongolsko |
| Asie                                    | Jüe-panské knížectví (čínsky 悅般)                       | 160                                     | 490                                     | či Slabí Hunové z Ting-lingů a Severních Siung-nuů |
| Asie                                    | Dynastie Čcheng/Chan (16 států) (čínsky 成漢)            | 303                                     | 347                                     | v Číně, stát který založili Tiové z Jižních Siung-nuů |
| Asie                                    | Dynastie Pozdní Čao (16 států) (čínsky 北漢)             | 304                                     | 329                                     | či Severní Chan v Číně, stát který založili Jižní Siung-nuové |
| Asie                                    | Dynastie Taj (16 států) (čínsky 代)                      | 310                                     | 376                                     | v Číně, stát který založili Tabgačové ze Sien-piů |
| Asie                                    | Dynastie Wej (Ting-lingové) (čínsky 魏)                  | 338                                     | 392                                     | v čase Šestnácti států v Číně, stát který založili Ting-lingové |
| Asie                                    | Dynastie Pozdní Čchin (16 států) (čínsky 前秦)           | 351                                     | 395                                     | v Číně, stát který založili Tiové z Jižních Siung-nuů |
| Eurasie                                 | Hunská říše (čínsky 匈人)                                | 375                                     | 469                                     | Podrobnější informace naleznete v článku Turko-mongolové . |
| Asie                                    | Dynastie Západní Čchin (16 států) (čínsky 西秦)          | 385                                     | 431                                     | v Číně, stát který založili Tabgačové ze Sien-piů |
| Asie                                    | Dynastie Pozdní Liang (16 států) (čínsky 前涼)           | 386                                     | 403                                     | v Číně, stát který založili Tiové z Jižních Siung-nuů |
| Asie                                    | Dynastie Severní Wej(Tabgačové) (čínsky 北魏朝)          | 386                                     | 535                                     | či Toba Wej v čase 16 států v Číně, stát který založili Tabgačové ze Sien-piů |
| Asie                                    | Dynastie Jižní Liang (16 států) (čínsky 南凉)            | 397                                     | 414                                     | v Číně, stát který založili Tabgačové ze Sien-piů |
| Asie                                    | Dynastie Severní Liang (16 států) (čínsky 北凉)          | 397                                     | 439                                     | v Číně, stát který založili Jižní Siung-nuové |
| Asie                                    | Dynastie Sia (16 států) (čínsky 夏)                      | 407                                     | 431                                     | či Tchie-fu v Číně, stát který založili Jižní Siung-nuové |
| Asie                                    | Říše Bílých Hunů (čínsky 嚈噠人)                         | 420                                     | 552                                     | či Heftalitů |
| Asie                                    | Tie-lejská kočovní konfederace (čínsky 敕勒)             | 487                                     | 541                                     | nebo Kao-keové z Ting-lingů v jeho průběhu – 8-Oguzů-Tatarů a 9-Oguzů |
| Asie                                    | Kábul-šáhské království (čínsky 夏希王朝) Devanagari: शाही | 500                                     | 1010–1026                               | či Turk-šáhové |
| Středověk a éra Islámu                  |                                                          |                                         |                                         | |
| Světadíl                                | Název útvaru                                             | Vznik                                   | Zánik                                   | Poznámky |
| Asie                                    | Kaganát Jenisejských Kyrgyzů (čínsky 黠戛斯)             | 550                                     | 924                                     | ze Sia-ťias'ů |
| Eurasie                                 | Turkucký kaganát (Turkuti) (čínsky 前突厥)               | 552                                     | 582                                     | v jeho začátku – 5-Oguzů v jeho průběhu – rozdělení Oguzů na západní a východní. Nástupnické státní útvary a území: 1. Východoturkucký kaganát (čínsky 東突厥) (583–630) v jeho průběhu – 12-Oguzů (východní) 2. Západoturkucký kaganát (čínsky 西突厥) (583–657) v jeho průběhu – 10-Oguzů a 3-Oguzové (oba západní). Po zániku kaganátu – 30 Oguzů-Tatarů (východní) 3. Kutlukský kaganát (Modří Turci) (čínsky 後突厥) (681–744) po jeho zániku 6-Oguzů |
| Evropa                                  | Avarská říše (čínsky 阿瓦尔人)                           | 567                                     | 804                                     | Podrobnější informace naleznete v článku Turko-mongolové . |
| Asie                                    | Se-jentaovský kaganát (čínsky 薛延陀)                    | 628                                     | 646                                     | či Sır-Tardušové obývali oblasti od Altaje k Velkému Chinganu a od pouště Gobi k Bajkalu |
| Eurasie                                 | Chazarská říše (hebrejsky ממלכת הכוזרים‎)                 | 630                                     | 965                                     | ze Západoturkuckého kaganátu – jako první z turkiců přijali za své náboženství judaismus |
| Evropa                                  | Onogurský chanát (čínsky 大保加利亚 (中世纪))            | 632                                     | 668                                     | či "Magna Bulgaria" ze Západoturkuckého kaganátu, stát který založili 10-Ogurové, – tengrismus. Nástupnické státní útvary a území: 1. Volžsko-bulharský chanát (čínsky 伏尔加保加利亚) (7. století-1240) stát který založili Ogurští Utigurové, – tengrismus a později islám 2. Dunajsko-bulharský chanát (čínsky 保加利亚第一帝国) (681–1018) stát který založili Ogurští Kutrigurové – tengrismus, slovanská mytologie a později ortodoxní křesťanství |
| Asie                                    | Tocharistánský jabguluk (čínsky 吐火罗叶护政权)          | 658                                     | 759                                     | z Ašınovských Turkutů, nelze jej zaměňovat z Tochary |
| Asie                                    | Kangarská unie (kazašsky Қaңғar Odaғy)                   | 659                                     | 750                                     | či Kchang-ťüové nebo také Kanglyové. |
| Asie                                    | Türgešský kaganát (čínsky 突騎施)                        | 699                                     | 766                                     | stát který založili 10-Oguzové (západní) ze Západoturkuckého kaganátu |
| Asie                                    | Kimäcko-Kypčacký chanát (čínsky 基马克)                  | 743                                     | 1220                                    | či Kimäcký chanát který založili Čchu-mu-kunové z Jüe-panů |
| Asie                                    | Ujgurský kaganát (čínsky 回鶻)                           | 744                                     | 848                                     | či Druhá Ujgurská říše kterou založili 9-Oguzové |
| Asie                                    | Karlucký jabguluk (čínsky 葛羅祿葛羅祿)                  | 766                                     | 840                                     | knížectví které založili 3-Oguzové (západní) |
| Asie                                    | Kyrgyzský kaganát (čínsky 柯尔克孜族)                    | 840                                     | 1293                                    | stát který založili Jenisejští Kyrgyzové ze Sia-ťias'ů |
| Asie                                    | Karachánský chanát (persky قَراخانيان ‎)                   | 840                                     | 1042                                    | stát který založili 3-Oguzové, jako první z turkiců přijali za své náboženství islám 1. Východní Karachánský chanát (ázerbájdžánsky Şərqi Qaraxanlılar dövləti) (1032–1210) 2. Západní Karachánský chanát (ázerbájdžánsky Qərbi Qaraxanlılar dövləti) (1141–1212) |
| Eurasie                                 | Pečeněžská unie (latinsky Pacinacae)                     | 860                                     | 1091                                    | kterou založili Oguzové (západní) a možná také Kypčaci |
| Asie                                    | Tulúnidovská dynastie (arabsky طولونيون‎)                 | 868                                     | 905                                     | vládli oblasti Egypta a Arabského poloostrova |
| Eurasie                                 | Kypčacko-Kumánská konfederace (čínsky 前突厥)            | 900                                     | 1220                                    | či Dešt-i Kypčak. Kanglyové tvořili jeden ze tří vládnoucích rodů Pečeněhů |
| Asie                                    | Kan-čouské království (čínsky 甘州回鶻)                  | 905                                     | 1226                                    | stát který založila větev Ujgurů – Žlutí Ujgurové či Jugurové žijící v Kan-su |
| Asie                                    | Dynastie Ťin (5 dynastií) (čínsky 晉國)                  | 907                                     | 923                                     | v Číně, stát který založili Šatoové |
| Asie                                    | Kao-čchangské království (čínsky 高昌回鶻)               | 911                                     | 1368                                    | stát který založili Ujgurové, současní Sin-ťiang buddhismus, manicheismus a nestoriánské křesťanství. |
| Asie                                    | Dynastie Pozdní Tchang (5 dynastií) (čínsky 后唐)        | 923                                     | 936                                     | v Číně, stát který založili Šatoové |
| Asie                                    | Ichšídovská dynastie (arabsky الإخشيديون‎)                | 935                                     | 969                                     | či Ak-šítovští (Bílý šiíti) autonomní guvernéři (v Abbásovském chalífátu) Egyptu a Sýrie |
| Asie                                    | Dynastie Pozdní Ťin (5 dynastií) (čínsky 后晋)           | 936                                     | 947                                     | v Číně, stát který založili Šatoové |
| Asie                                    | Dynastie Pozdní Chan (5 dynastií) (čínsky 後漢)          | 947                                     | 951                                     | v Číně, stát který založili Šatoové |
| Asie                                    | Oguzský jabguluk (čínsky 烏古斯葉護國)                   | 950                                     | 1040                                    | stát který založili Oguzové (západní) |
| Asie                                    | Dynastie Severní Chan (10 království) (čínsky 北汉)      | 951                                     | 979                                     | v Číně, stát který založili Šatoové |
| Asie                                    | Símdžúrovská dynastie (persky سیمجوریان‎)                 | 910                                     | 1002                                    | byla řada vojenských vůdců a guvernérů původem z tureckých otroků v Chórezmu, kteří byli závislí na Samánových v Buchaře. Do druhé poloviny 10. století si vybudovali polo-nezávislé knížectví v Chórezmu. |
| Asie                                    | Ghaznovská říše (persky غزنویان‎)                         | 963                                     | 1187                                    | vládla jí důkladně persianizovaná rodina turkiců mamluckého původu Turko-perský stát |
| Asie                                    | Kerejtská kočovní říše (kazašsky Керей хандығы)          | 10. století                             | 1203                                    | Kerejté byly Turko-mongolský lid žijící mezi řekou Túl gol a Altajem. Roku 1008 přijali nestoriánské křesťanství. – Přímá turkická dynastie |
| Asie                                    | Seldžucká říše (persky دولت سلجوقیان‎)                    | 1037                                    | 1194                                    | či Velká říše Seldžuků, stát který založili Oguzové společně s částí 3 Oguzů – Turko-perský stát. Nástupnické státní útvary a území: 1. Rúmský sultanát Seldžuků (arabsky سلجوقیان روم‎) (1077–1307) 2. Chórezmská říše (persky خوارزمشاهیان‎) (1097–1231) vládla jí rodina turkiců mamluckého původu – Turko-perský stát v její průběhu – Önguti (čínsky 汪古) – Přímá turkická dynastie Zakládání atabejliků – gubernie 1. Búríjovská dynastie (arabsky بوريون‎) (1104–1154) či Syrský atabejlig 2. Ahmádílíská dynastie (persky اتابکان مراغه‎) (1122–1220) či Maraghaský atabejlig 3. Zengíjovská dynastie (arabsky زنكيون‎) (1127–1250) či Mosulo-Halabský atabejlig 4. Íldenizlíjovská dynastie (persky ایلدگزیان‎) (1136–1225) či Ázerbájdžánský atabejlig 5. Kakujídovská dynastie (kurdsky Kakūyah) (1141–1319) či Jazdský atabejlig 6. Salgúrovská dynastie (persky سلغريان‎) (1147–1128) či Fárský atabejlig |
| Asie                                    | Dynastie Západní Sia (čínsky 西夏)                       | 1038                                    | 1227                                    | v čase Dynastie Sung, stát v Číně, který založili Tabgačové |
| Začátek období Křížových výprav (1095)  |                                                          |                                         |                                         | |
| Asie                                    | Dillíský sultanát (hindsky दिल्ली सलतनत)                    | 1206                                    | 1527                                    | v Indií, 1. Ghulamská dynastie (hindsky ग़ुलाम ख़ानदान) (1206–1290) 2. Chaldžíjská dynastie (persky سلطنت خلجی‎) (1290–1321) 3. Tuglúkovská dynastie (persky سلطنت تغلق‎) (1320–1413) 4. Sajjídovská dynastie (persky بیان‌گذار‎) (1414–1451) Turko-afghánské dynastie |
| Asie                                    | 8-Oguzů-Tatarů (mongolsky Найман)                        | 1210                                    | 1218                                    | či Najmani z Kara-Kitanského chanátu buddhismus, nestoriánské křesťanství a později islám |
| Období mongolské invaze (1227)          |                                                          |                                         |                                         | |
| Asie                                    | Karaunasové (uzbecky Qara'unaylar)                       | 1227                                    | 1687                                    | či Neguderiové z Čagatajského chanátu – přímá turkická dynastie, tengrismus, buddhismus, křesťanství později islám |
| Evropa                                  | Bílá a Modrá horda (tatarsky Ak урдасы a Күк урдасы)     | 1227                                    | 1378                                    | Bílá horda z Bátúho ulusu zahrnovala oblasti mezi Uralem, ústím Dunaje a Karpaty. Modrá horda z Bátúho ulusu zahrnovala oblasti mezi Balchašem a Uralem a jihozápadní Sibiří a toky Amudarje a Syrdarje. Roku 1379 se tyto dvě hordy sloučili se Zlatou hordou |
| Eurasie                                 | Chanát Zlaté hordy (mongolsky Алтан Орд)                 | 1240                                    | 1502                                    | či Kypčacký chanát 1. Nogajská horda (tatarsky Нугай урдасы) (1398–1642) 2. Šejbaniský ulus (uzbecky Oʻzbek xonligi) (1428–1480) 3. Kazaňský chanát (tatarsky Qazan xanlığı) (1438–1552) 4. Krymský chanát (krymskou tatarštinou Qırım yurtu) (1441–1783) 5. Astrachaňský chanát (tatarsky Xacitaxan xanlığı) (1441–1556) 6. Džagoldajské knížectví (tatarsky Cağalday) (15. – 17. století) 7. Kasimovský chanát (tatarsky Qasím xanlığı) (1452–1681) 8. Kazašský chanát (kazašsky Қазақ хандығы) (1456–1847) 9. Sibiřský chanát (tatarsky Seber yortı) (1464–1598) – přímé turkické dynastie |
| Asie                                    | Rasulidovská dynastie (arabsky الدولة الرسولية‎)          | 1228                                    | 1455                                    | obývali oblasti Arabského poloostrova |
| Afrika                                  | Mamlucký sultanát (Káhira) (arabsky المماليك البحرية‎)    | 1250                                    | 1517                                    | 1. Bahríjská dynastie (1250–1382) obývali oblasti Egypta a Arabského poloostrova |
| Afrika, eurasie                         | Osmanská říše (osmansky دَوْلَتِ عَلِيّهٔ عُثمَانِیّه‎)               | 1299                                    | 1923                                    | z Turkomanských Oguzů |
| Evropa                                  | Basarabská dynastie                                      | 1310                                    | 1627                                    | či Valašské knížectví – křesťanství a islám |
| Post-mongolské období                   |                                                          |                                         |                                         | |
| Asie                                    | Súfiská dynastie (čínsky 蘇非王朝)                       | 1359                                    | 1379                                    | potomkové Chórezmských šáchů jež byly rozděleny mezi Džučiho a Čagatajův ulus. |
| Asie                                    | Tímúrovská říše (persky تیموریان‎)                        | 1370                                    | 1526                                    | z Tímúrovské dynastie – přímá turkická dynastie |
| Asie                                    | Kara-Kojunlu turkomani (ázerbájdžánsky قراقویونلو)       | 1375                                    | 1468                                    | či Černo-ovčí Turkmeni Turko-perský stát |
| Asie                                    | Ak-Kojunlu turkomani (ázerbájdžánsky آق قویونلو)         | 1378                                    | 1508                                    | či Bílo-ovčí Turkmeni Turko-perský stát |
| Asie                                    | Gudžarátský sultanát (turecky Gucerat sultanlığı)        | 1391                                    | 1583                                    | či Muzafferidská dynastie v Indií, z Tuglúkovské dynastie |
| Asie                                    | Málvský sultanát (turecky Malva sultanlığı)              | 1392                                    | 1562                                    | v Indií, 1. Guríská dynastie (1390–1436) 2. Chaldžíjská dynastie (1436–1530) 3. Muzafferidská dynastie(1530–1534) 4. Kadírídská dynastie (1535–1555) 5. Šája'atídovská dynastie (1555–1562) |
| Asie                                    | Bidarský sultanát (turecky Bidar sultanlığı)             | 1489                                    | 1619                                    | v Indií, Baridovská dynastie z Bahmániského sultanátu (hindsky बहमनी सल्तनत) |
| Asie                                    | Bucharský chanát (uzbecky Buxoro xonligi)                | 1500                                    | 1785                                    | – ze Šejbaniského ulusu, vládla jí Džanídovská dynastie (1515–1920) z Astrachaňského chanátu, vazalské státy Bucharkého chanátu: 1. Chivský chanát (uzbecky Xiva xonligi) (1511–1920) 2. Kokandský chanát (uzbecky Qo'qon xonligi) (1709–1876) |
| Novověk                                 |                                                          |                                         |                                         | |
| Světadíl                                | Název útvaru                                             | Vznik                                   | Zánik                                   | Poznámky |
| Asie                                    | Safíovská dynastie (persky صفویان‎)                       | 1501                                    | 1736                                    | učinila z šíitismu státní náboženství své říše. Turko-perský stát |
| Asie                                    | Golkondský sultanát (urdsky سلطنت قطب شاهی‎)              | 1518                                    | 1687                                    | v Indií, Kutubšáhovská dynastie z Bahmániského sultanátu (hindsky बहमनी सल्तनत) |
| Asie                                    | Mughalská říše (urdsky مغلیہ سلطنت‎)                      | 1526                                    | 1858                                    | v Indií, jako Mughalští vazalové 1. Navabové Bengálska a Muršídábádu (hindsky बंगाल के नवाब) (1707–1770) Afšárovská dynastie 2. Navabové Avadhu/Oudhu (hindsky अवध के नवाब) (1719–1858) Musawiovská dynastie 3. Nizamové Hajdarábádu (hindsky हैदराबाद_के_निज़ाम) (1720–1948) Asaf Džahíovská dynastie - přímá turkická dynastie |
| Asie                                    | Bidžapurský sultanát (hindsky बिजापूर सल्तनत्)                | 1527                                    | 1686                                    | v Indií, Ádilšáhovská dynastie z Bahmániského sultanátu (hindsky बहमनी सल्तनत) |
| Asie                                    | Afšárovská dynastie (persky سلسله افشار‎)                 | 1736                                    | 1796                                    | Turko-perský stát |
| Asie                                    | Kádžárovská dynastie (persky سلسله قاجاریه‎)              | 1781                                    | 1925                                    | Persianizovaná dynastie původem pocházející z Oguzů, která vládla Persii. Turko-perský stát |
| Asie                                    | Bucharský emirát (uzbecky امارت بخار)                    | 1785                                    | 1920                                    | z Bucharského chanátu |

### Středověké státy v Anatolii
- Anatolské bejliky
- První období

1. Mengučidský bejlik (1072–1277)
2. Čakovský bejlik (1081–1098)
3. Dilmačidský bejlik (1085–1192)
4. Čubukidský bejlik (1085–1092)
5. Danišmenidský bejlik (1092–1178)
6. Saltukidský bejlik (1092–1202)
7. Inalidský bejlik (1098–1183)
8. Ahlatšáchovský bejlik (1100–1207)
9. Artukluovský bejlik (1102–1408)
10. Erbilský bejlik (1146–1232)

- Druhé období

1. Čobanidský bejlik (1227–1309)
2. Karamanidský bejlik (1256–1483)
3. Inančidský bejlik (1261–1368)
4. Sâhipataidský bejlik (1275–1342)
5. Pervâneidský bejlik (1261–1326)
6. Tádžetinovci ? – ?
7. Džanikovci ? – ?
8. Mentešeidský bejlik (1280–1424)
9. Džandaridský bejlik (1299–1462)
10. Karesidský bejlik (1297–1360)
11. Germijanidský bejlik (1300–1423)
12. Hamitidský bejlik (1301–1423)
13. Saruchánidský bejlik (1302–1410)
14. Ajdynidský bejlik (1308–1426)
15. Tekeidský bejlik (1321–1390)
16. Ramazanidský bejlik (1325–1608)
17. Eretnaský bejlik (1335–1381)
18. Dulkadyridský (1339–1521)
19. Dobrudžský bejlik (1354–1417)
20. Kady Burhaneddin Ahmed (1381–1398)
21. Ešrefidský bejlik (?–1326)
22. Berčemeidský bejlik (?-?)
23. Jarlukluský bejlik (?-?)

## Bývalé a zaniklé turkické vlády
- Republika Gümülcine (1913)
- Krymská lidová republika (1917–1918)
- Alaš Orda (1917–1920)
- Dočasní národní vláda Jihozápadního Kavkazu (1918–1919)
- Turkestánská ASSR (1918–1924)
- Idelsko-Uralský stát (1918–1919)
- Ázerbájdžánská demokratická republika (1918–1920)
  - Republika Aras (1918–1919)
- Ázádistán (Stát svobody) (1920)
- Buchařská lidová sovětská republika (1920–1924)
- Chórezmská lidová sovětská republika (1920–1924)
- Ázerbájdžánská SSR (1920–1991)
- Tuvinská aratská republika (1921–1944)
- Uzbecká SSR (1924–1991)
- Turkmenská SSR (1924–1991)
- Východoturkestánská islámská republika (1933–1934)
- Kazašská SSR (1936–1991)
- Kyrgyzská SSR (1936–1991)
- Hatajský stát (1938–1939)
- Východoturkestánská republika (1944–1949)
- Ázerbájdžánská lidová vláda (1945–1946)